# Justin Rakotoniaina
Justin Rakotoniaina (* 14. Dezember 1933; † 2001) war ein madagassischer Diplomat und Politiker. Von 1976 bis zu seinem Rücktritt im August 1977 war er Ministerpräsident von Madagaskar. Er gehörte der Einheitspartei AREMA an.
Rakotoniaina, ein linksorientierter Katholik, folgte am 12. August 1976 dem madagassischen Premier Joel Rakotomalala im Amt, der bei einem Flugzeugabsturz ums Leben gekommen war. Am 1. August 1977 trat er von seinem Posten zurück.
| Personendaten    | Personendaten                         |
| ---------------- | ------------------------------------- |
| NAME             | Rakotoniaina, Justin                  |
| KURZBESCHREIBUNG | madagassischer Diplomat und Politiker |
| GEBURTSDATUM     | 14. Dezember 1933                     |
| STERBEDATUM      | 2001                                  |